# Нежданинское месторождение
Нежданинское месторождение — одно из крупнейших месторождений золота в России, расположенное на востоке Якутии. Общие запасы месторождения оцениваются в 632 тонны золота. С 2019 года месторождение полностью принадлежит компании «Полиметалл». В 2021 году была запущена фабрика для переработки руды.  

## История
Нежданинское — это бывшее село (нынче упразднено) в Томпонском улусе Республики Саха (Якутия), которое находится в 800 километрах к востоку от Якутска. Оно расположено в Восточном Верхоянье, в узкой долине реки Тыры, которая является притоком реки Алдан.
История Нежданинского связана с открытием и развитием геологоразведочных и добычных работ на одноименном золоторудном месторождении. Ранее эти места посещали исследователи, такие как И. Д. Черский, С. В. Обручев, И. П. Атласов и В. П. Фоготов. Нежданинское месторождение было открыто в 1951 году Дыбинской геолого-поисковой партией под руководством Григория Фёдоровича Гурина. В 1951-1959 годах здесь проводились масштабные поисковые геолого-съёмочные работы. В 1963 году начала работать Нежданинская партия (Аллах-Юньская ГРЭ) с целью детальной разведки месторождения. Этот год считается годом рождения посёлка.
В 1963-1973 годах здесь начали строить школы, объекты социально-культурного назначения и жилые здания. Население посёлка составляло уже более 450 человек. В 1973-1993 годах продолжалось развитие рудника Нежданинский, была проведена реорганизация в акционерное общество «Нежданинское золото», что определило основы будущего горнодобывающего предприятия и перспективы посёлка. В это время была создана хорошая техническая база и развивалось капитальное строительство жилья. Население насчитывало более двух тысяч человек.
В 1996 году для дальнейшего освоения месторождения было образовано совместное российско-ирландское предприятие, зарегистрированное в форме закрытого акционерного общества — «Южно-Верхоянский горнодобывающий комбинат» (ЗАО «ЮВГК»). В 1997 году ЗАО заключило соглашение с ОАО ФПК «Сахазолото», на основании которого был создан Нежданинский производственный филиал ФПК «Сахазолото». Однако полученное соглашение не принесло положительных результатов в хозяйственной деятельности, и в 1998 году филиал был ликвидирован. Судьба посёлка была предрешена: с карты республики исчез целый населённый пункт. До 2005 года предпринимались безуспешные попытки возобновить работу на месторождении.
В 2005 году ОАО «ЮВГК» получил нового акционера — крупнейшую российскую золотодобывающую компанию «Полюс Золото». Был переизбран совет директоров «ЮВГК». Все шесть мест в нём заняли представители ОАО «Полюс Золото». Ирландская золотодобывающая компания Celtic Resources Plc утратила контроль над месторождением. В настоящее время компания «Полиметалл» полностью выкупила активы месторождения у «Полюс Золото» и активно ведёт добычу-переработку руды.

## Геология
Нежданинское рудное поле расположено в Верхоянской металлогенической провинции. Месторождение приурочено к субмеридиональным и северо-восточным разрывам и расположено в зоне дробления. Вмещающие породы: нижне-верхнепермские глинистые сланцы и метаморфизованные алевролиты до стадии зелёных сланцев, переслаивающиеся с песчаниками, со значительным содержанием углерода.
Тип минерализации — золото-полисульфидно-кварцевый. Оруденение представлено двумя типами.
Первый — окварцованные породы с золотоносными пирит-арсенопиритовыми прожилками и вкрапленностью. Второй — золото-сульфидно-кварцевые жилы.

## Запасы
Из 117 рудных тел Нежданинского месторождения были оценены 37. Оценка проводилась методом вертикальных продольных разрезов. Общие запасы золота составляют 632 тонны, из которых 150 тонн могут быть добыты открытым способом, а 480 тонн – подземным.

## Источник
1. ↑  Государственный доклад «О состоянии и использовании минерально-сырьевых ресурсов Российской Федерации в 2014 году». Дата обращения: 27 февраля 2017. Архивировано из оригинала 27 февраля 2017 года.